# Microbregma emarginatum
Microbregma emarginatum is een keversoort uit de familie klopkevers (Anobiidae). De wetenschappelijke naam van de soort is voor het eerst geldig gepubliceerd in 1825 door Duftscmid.